# Тадеуш Боровський

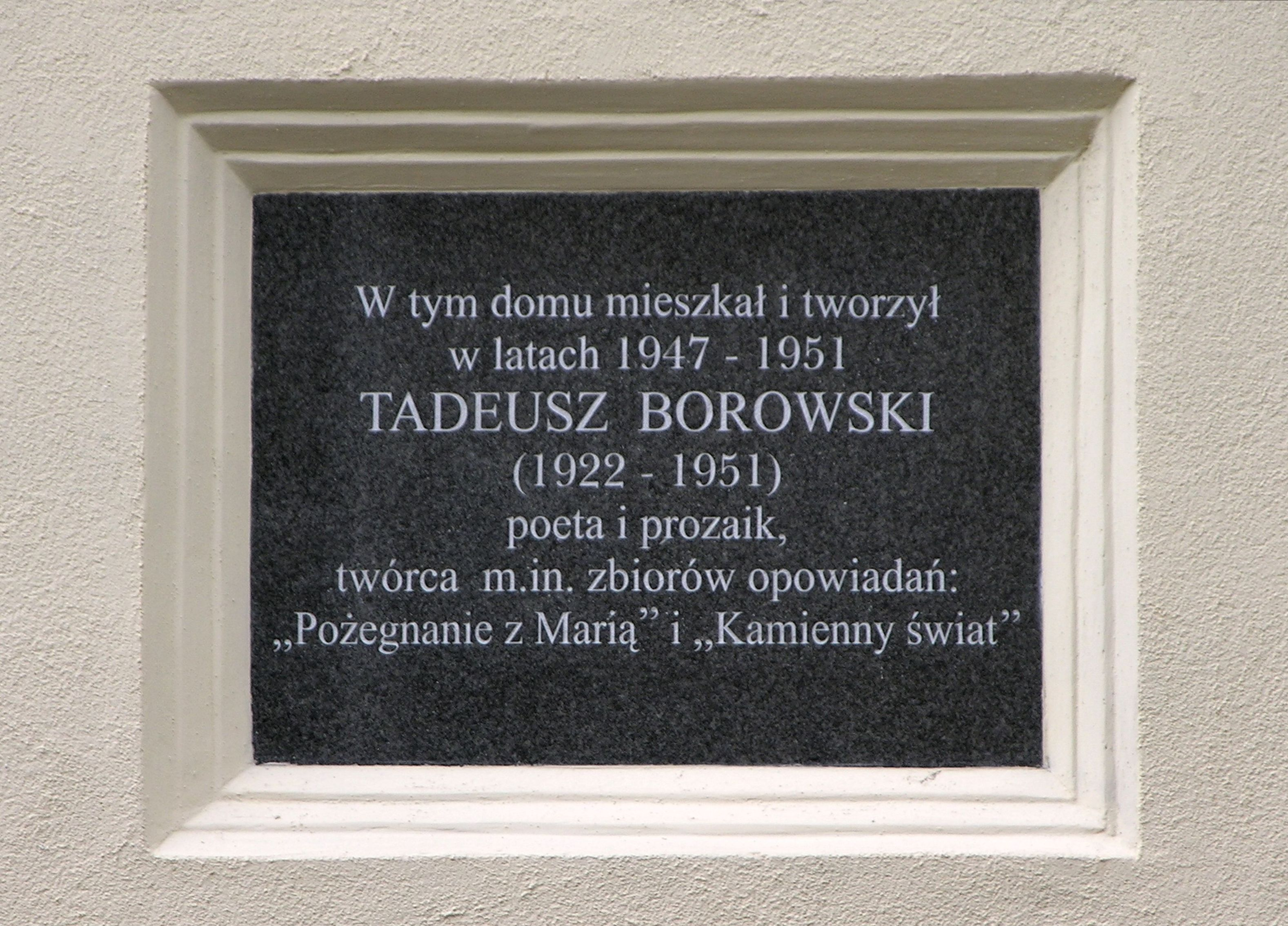
Пам'ятна табличка на будинку, в якому мешкав Тадеуш Боровський

Тадеуш Боровський (пол. Tadeusz Borowski; * 12 листопада 1922, Житомир — † 3 липня 1951, Варшава) — польський поет, критик і публіцист.

## Біографічні відомості
Дитинство провів в Україні. Після репатріації в 1932 році його родина оселилась у Варшаві. Освіту здобув на підпільних курсах — в період окупації Польщі. У підпільному Варшавському університеті займався полоністикою. Брав участь в конспіративному житті молоді з лівими поглядами.
Почав літературну діяльність 1943 року. Був ув'язнений гітлерівцями у концтаборах Освєнцімі, Дахау та ін. У 1946 році він повернувся до Польщі, закінчив вивчення полоністики у Варшавському університеті.
Член Польської об'єднаної робітничої партії; стояв в авангарді творчої молоді, яка з ентузіазмом займалась оспівуванням нової комуністичної влади. Був провідним оглядачем часопису «Нова культура». Працював в Польській інформаційній агенції в Берліні, також був співробітником польської військової місії, офіційно як представник у справах культури, а неофіційно як агент військової розвідки.
Розчарувавшись у сучасній дійсності, а також на фоні контраверсійної любовної історії, Боровський покінчив життя самогубством.
Перша збірка віршів видана у підпіллі. Автор книги «Ми були в Освєнцімі» (1946), збірка оповідань «Прощання з Марією» (1947), збірка памфлетів і фейлетонів «Оповідання з книжок і газет» (1949).
Лауреат Державної премії (1950).

## Твори

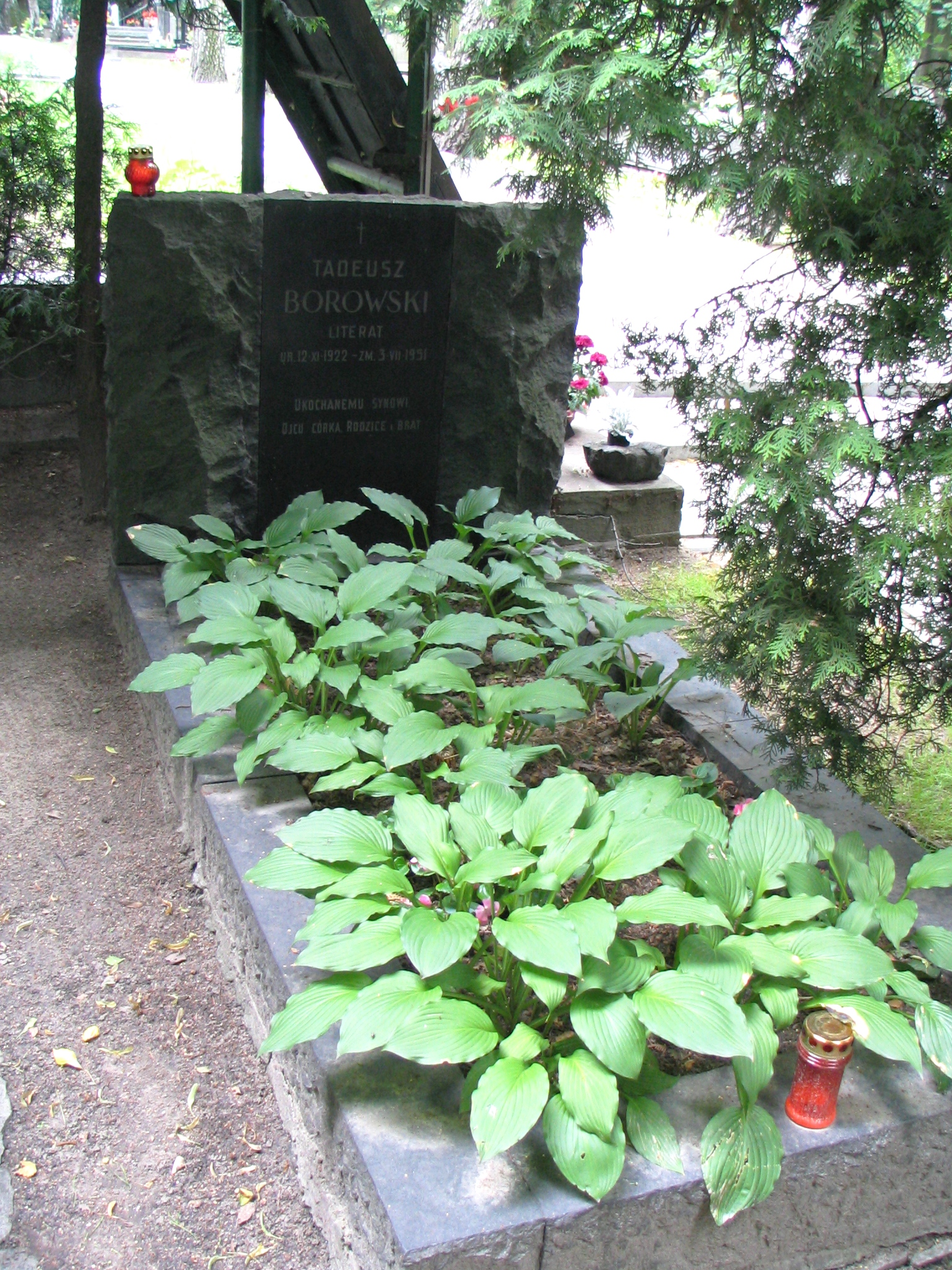
Місце поховання, кладовище Військові Повонзки, Варшава

### Поезії
- Gdziekolwiek ziemia (1942)
- Arkusz poetycki nr 2 (1944)
- Imiona nurtu (1945)

### Проза
- Byliśmy w Oświęcimiu (1946, зі співавторами)
- Pewien żołnierz. Opowieści szkolne (1947)
- Pożegnanie z Marią (1947)
- Kamienny świat (1948)
- Opowiadania z ksiażek i gazet (1949)
- Czerwony maj (1953)

## Переклади українською
- Боровський Т. «У нас в Аушвіці» // Березіль. — 2006. — № 5. — С. 147—177. Переклав Ігор Пізнюк
- Боровський Т. «Ласкаво просимо до газу», «Люди йшли і йшли…» // Кур'єр Кривбасу. — 2012. — № 266—267. — С. 164—187. Переклав Ігор Пізнюк
- Тадеуш Боровський. У нас, в Аушвіці… / Пер. із пол. О. Бойченка. — Чернівці: Книги ХХІ, 2014. — 272 с. 
 Критика: ЛітАкцент, 19 листопада 2014

1. ↑  Person Profile // Internet Movie Database — 1990.
2. ↑  Bibliothèque nationale de France BNF: платформа відкритих даних — 2011.
3. ↑  Bibliothèque nationale de France Record #12029694v // BnF catalogue général — Paris: BnF.
4. ↑  zespół autorów Інтернет-енциклопедія PWN